# Англия. Портрет народа
«Англия. Портрет народа» — книга-исследование, написанная британским журналистом Джереми Паксманом, с 1977 года работающим на телеканале Би-би-си. Книга описывает самые «сокровенные» тайны и комплексы британцев и, воссоздав узнаваемый образ англичанина прошлых веков, автор показывает, каким образом сформировались особенности этого народа.

## Оглавление
- Предисловие
- Глава 1. Край утраченной сути.
- Глава 2. Смешные иностранцы.
- Глава 3. Английская империя.
- Глава 4. «Настоящие англичане» и другие выдумки.
- Глава 5. Мы, горстка счастливцев.
- Глава 6. Прихожане здравого смысла.
- Глава 7. Лишь дом родной.
- Глава 8. Всегда пребудет Англия.
- Глава 9. Идеальный англичанин.
- Глава 10. Познакомьтесь с женой.
- Глава 11. Старая страна, новые одежды.